# Buddhistisches Mönchtum

Buddhistische Mönche und Nonnen unterschiedlicher Traditionen

Das Buddhistische Mönchtum des Sangha, der vom Buddha selbst ins Leben gerufene Orden der Mönche (Pali: bhikkhu, Sanskrit: bhikshu) und Nonnen (Pali: bhikkhuni, Sanskrit: bhikshuni), stellt ein zentrales Element bei der Bewahrung und Verbreitung der Lehre (Dhamma) dar und bildet gemeinsam mit den Laien die Vierfache Gemeinschaft. Buddhistische Nonnen und Mönche leben meist im Zölibat, es gibt aber auch Schulen, die eine Ehe erlauben.

## Allgemeines
Anfänglich gab es nur einen Mönchsorden (Bhikkhu-Sangha) [Mahavagga], später auch den Nonnenorden (Bhikkhuni-Sangha) [Cullavagga X]. In den ersten Jahren wurden Anwärter nur vom Buddha selbst mit der Formel Ehi Bhikkhu. („Komm, Mönch!“) ordiniert. Später – mit schnell wachsender Gemeinde – übertrug er das Recht, Mönche aufzunehmen, seinen Jüngern [Mahavagga 34, dann Mahavagga 69].
Das buddhistische Mönchs- und Nonnenleben ist oft asketischer als das in christlichen Orden. Zunächst gab es nur hauslose Wandermönche, die ihren Lebensunterhalt von Almosen bestritten; erst später zu Lebzeiten des historischen Buddha wurden von vermögenden Anhängern Aufenthaltsstätten und Unterkünfte gestiftet. Bis dahin wurden nur zur Regenzeit Hütten gebaut, die am Ende wieder abgerissen wurden.
Im Buddhismus gibt es Gemeinschaften mit sehr unterschiedlichen Lebensweisen. Es ist von verschiedenen „Schulen“ die Rede, wahrscheinlich, weil Ordensspaltung als großes Vergehen angesehen wird. Auch zu Buddhas Zeiten gab es schon Versuche und Tendenzen der Ordensspaltung, diese waren allerdings meist politisch motiviert.
Beim Ordenseintritt wird nicht wie in christlichen Orden das Leben Gott geweiht und ein lebenslanges Gelübde abgelegt, sondern die Gelübde werden für die Zeit des Ordensaufenthalts abgelegt und weniger als Buße denn als Übungsweg verstanden. So kann der Orden jederzeit verlassen und ihm auch wieder beigetreten werden (Männer bis zu siebenmal, Frauen nur einmal [Cvg 434]). Diese Freiheit kann jedoch auch eingeschränkt sein: So geht man in Sri Lanka üblicherweise auf Lebenszeit ins Kloster, und das Verlassen des Ordens wird recht negativ bewertet. Dagegen gehört in Thailand eine mehrmonatige Ordination (am besten als hochordinierter Bhikkhu) für jeden jungen Mann zum guten Ton. Auch Minderjährige werden hier oft für eine bestimmte Zeit als Novizen in ein Kloster gegeben.
Die große Verehrung, die den buddhistischen Mönchen entgegengebracht wird, gilt weniger der Person selbst, als vielmehr dem Respekt vor dem Dhamma, den der Mönch oder die Nonne verkörpert/repräsentiert.
Heutzutage entscheiden sich immer weniger Menschen in Asien für das Mönchsleben. Gab es vor 40 Jahren bei 1 Mio. Tibetern noch über 110.000 Mönche und Nonnen, so sind es heute bei 2,7 Mio. Einwohnern nur noch 46.000, wobei hier mit der Annexion durch die Volksrepublik China ganz spezifische historisch-politische Gründe vorliegen. Nicht so drastisch ist der Rückgang, der auch in anderen traditionell buddhistischen Ländern zu beobachten ist. Demgegenüber steht die Entwicklung, dass seit dem 20. Jahrhundert Menschen aus Nordamerika, Europa und Australien die Gelübde der Mönche und Nonnen ablegen. In einigen Ländern Asiens (Taiwan, Südkorea) ist auch eine zunehmende Bedeutung des Ordens der Nonnen zu bemerken. Auch in Ländern, in denen der Nonnenorden nicht existierte (Thailand) oder als praktisch ausgestorben galt, gibt es Bestrebungen, diesen zu beleben. In Sri Lanka gibt es bereits seit Jahrzehnten wieder einen lebendigen Nonnenorden mit zum Teil prominenten Mitgliedern (z. B. der verstorbenen deutschstämmigen Ayya Khema) mit Hauptsitz in Dambulla.

## Zusammenfassung
Man unterscheidet im Mönchtum zwischen Nonnen- und Mönchsorden. Eintritt für Jungen in den Orden ist ab dem Alter von 8 Jahren möglich. Für Mädchen ist es ab dem Alter von 15 erlaubt. Sie beschäftigen sich zentral mit den Lehren Buddhas und die Weitergabe der Erkenntnisse an andere. Die wichtigsten der über 200 Regeln, an denen sich Nonnen und Mönche halten müssen, sind die Verpflichtung zu Armut und Friedfertigkeit und den Verzicht auf sexuelle Beziehungen. Außer Gewand, Nadel und Faden, Almosenschale, Rasiermesser, einem Wassersieb und den allgemein wichtigen Alltagswerkzeugen, dürfen Mönche und Nonnen keinen Besitz haben. Sie zeigen viel Demut, indem sie geschorene Haare und Gewände aus Tüchern haben. Mönche und Nonnen pflegen Kontakt zur Laienbevölkerung, z. B. durch Sozialarbeit. Es ist möglich, in den Orden für Tage, Wochen oder Monate einzutreten, und dann wieder auszuscheiden. Das Ziel vieler Laien ist einmal im Leben für kurze Zeit Nonne oder Mönch zu sein.
Mönche und Nonnen haben einen disziplinierten Tagesablauf. Sie stehen zwischen 4 und 5 Uhr auf, dann meditieren sie und tragen einen buddhistischen Text vor. Danach essen sie zu Frühstück und tätigen Arbeit im Kloster oder in manchen Ländern Almosengang. Darauffolgend haben sie Mittagsessen. In vielen Orden ist dies das letzte Mahl des Tages. Am Nachmittag meditieren sie, machen Laienunterweisungen und haben ihre Nachtruhe gegen 22 Uhr.
Es gibt verschiedene Arten von Mönchen wie zum Beispiel Theravada-Buddhismus. Im Theravada-Buddhismus wandern Mönche und Nonnen durch Straßen und lassen sich Essen von Laien in ihre Almosenschalen legen. Dabei sammeln sie gutes Karma durch ihre Spenden.

## Mönchs- und Nonnenregeln

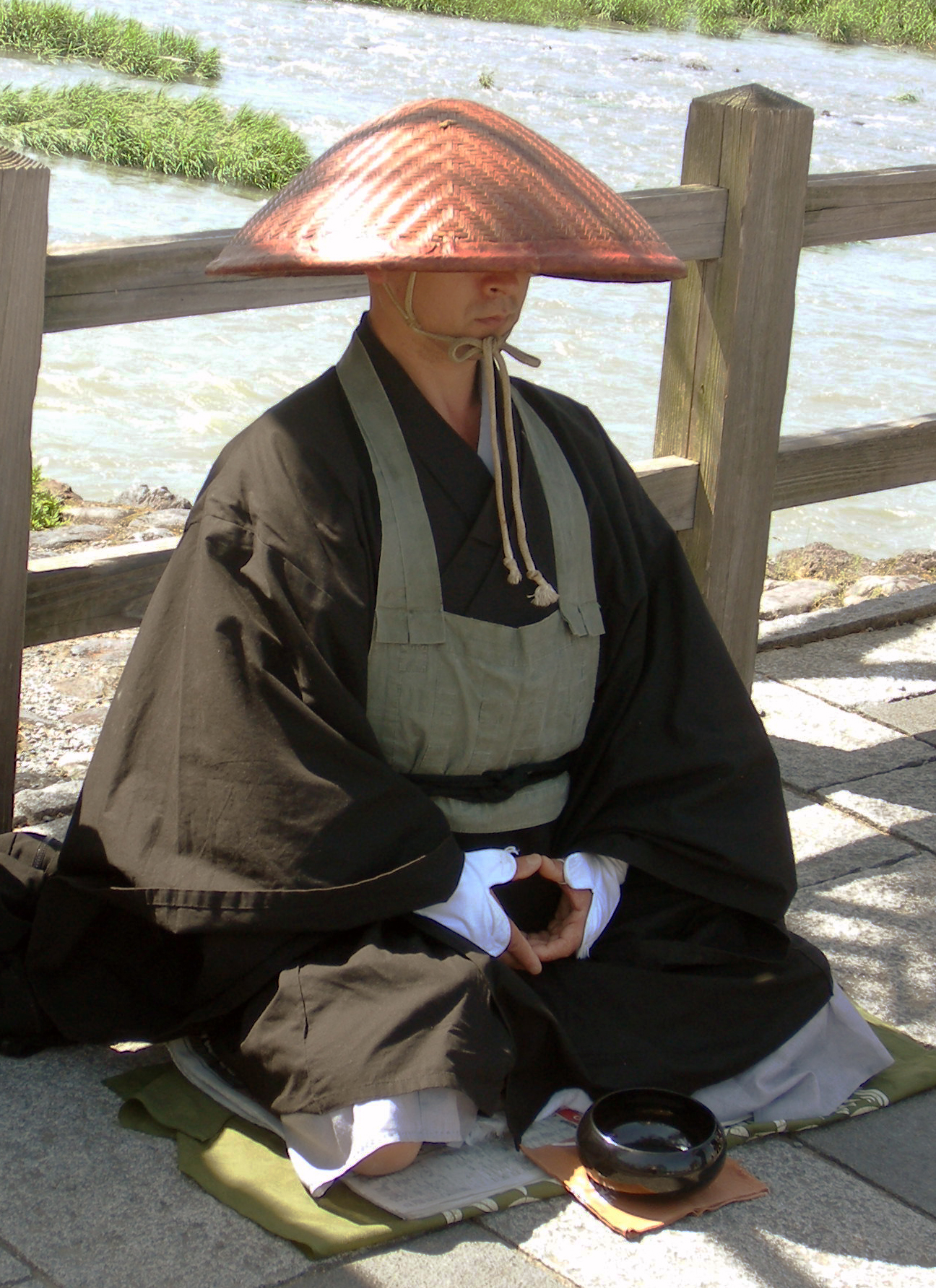
Mönch der japanischen Sōtōgemeinde

Im Patimokkha (Pali) oder Pratimoksha (Sanskrit) sind die Mönchs- und Nonnenregeln dargelegt. Sie regeln alle Bereiche des Ordenslebens. Vollordinierte Nonnen (Bhikkhunis bzw. Bhikshunis) haben mehr Vorschriften einzuhalten als vollordinierte Mönche (im Theravada 311 gegenüber 227).
Neben dem Leben des Vollordinierten gibt es auch die Möglichkeit, als Novize (Samanera, Samaneri) in den Orden einzutreten und den Weg zu gehen. Die Regeln im Orden sind demokratisch gestaltet und orientieren sich am Wohl der Mehrheit und dem Einklang mit Buddhas Lehren. Die höchste Bestrafung ist die Laisierung, also der Ausschluss aus dem Orden. Ein Mönch oder eine Nonne verliert die Ordination, wenn ein „ausstoßendes Vergehen“ (Pārājika) begangen wurde. Die Person kehrt durch den Fehltritt in den Laienstatus zurück und darf in diesem Leben kein hochordiniertes Mitglied des Ordens mehr sein. Der Buddha gab aber auch die Erlaubnis, das Training als Mönch oder Nonne zu beenden. Wird dies ordentlich vollzogen, liegt kein Vergehen vor.
Um Termine im Tagesablauf anzukündigen und gewisse Rituale einzuleiten, wird in tibetisch-buddhistischen Klöstern das Schlagbrett Gandi und in Zen-buddhistischen Klöstern die Bronzeplatte Umpan geschlagen.

### Mahayana (Mahasanghikas und Mulasarvastavadins)
Der Mahayana-Buddhismus hat zwei Mahayana-Sutras, auf die sich die zwei Linien zur monastischen Tradition für Mönche und Nonnen beziehen: das Pratimoksha-Sutra der Mahasamghikas und das Pratimoksha-Sutra der Mulasarvastavadins. Beide Linien gehen auf Schulen des Hinayana zurück. Die Sutras sind in Sanskrit verfasst.
In dieser Sanskrit-Tradition unterscheiden sich teilweise die Regeln von der Theravada-Tradition der Patimokkha, die Kernregeln sind aber dieselben. So scheint es, dass Regeln angepasst oder hinzugefügt wurden. Die Möglichkeit zur Änderung wurde vom Buddha erlaubt, wenn der Orden dies mehrheitlich beschließt. Die Änderungen zeigen sich allein daran, dass Bhikkhus (Pali) 227 Gelübde und Bhikshus (Sanskrit) 253 Gelübde halten. Das Ursprungsland des Buddhismus ist zwar Indien, einige Vorschriften sind aber im Patimokkha klimabedingt. So ist etwa die Regel, nicht mehr als drei Kleidungsstücke (Roben) persönlich besitzen zu dürfen, für einen Mönch oder eine Nonne z. B. in Japan bei −5 °C nicht mehr aufrechtzuerhalten.

### Theravada (Theravadin)

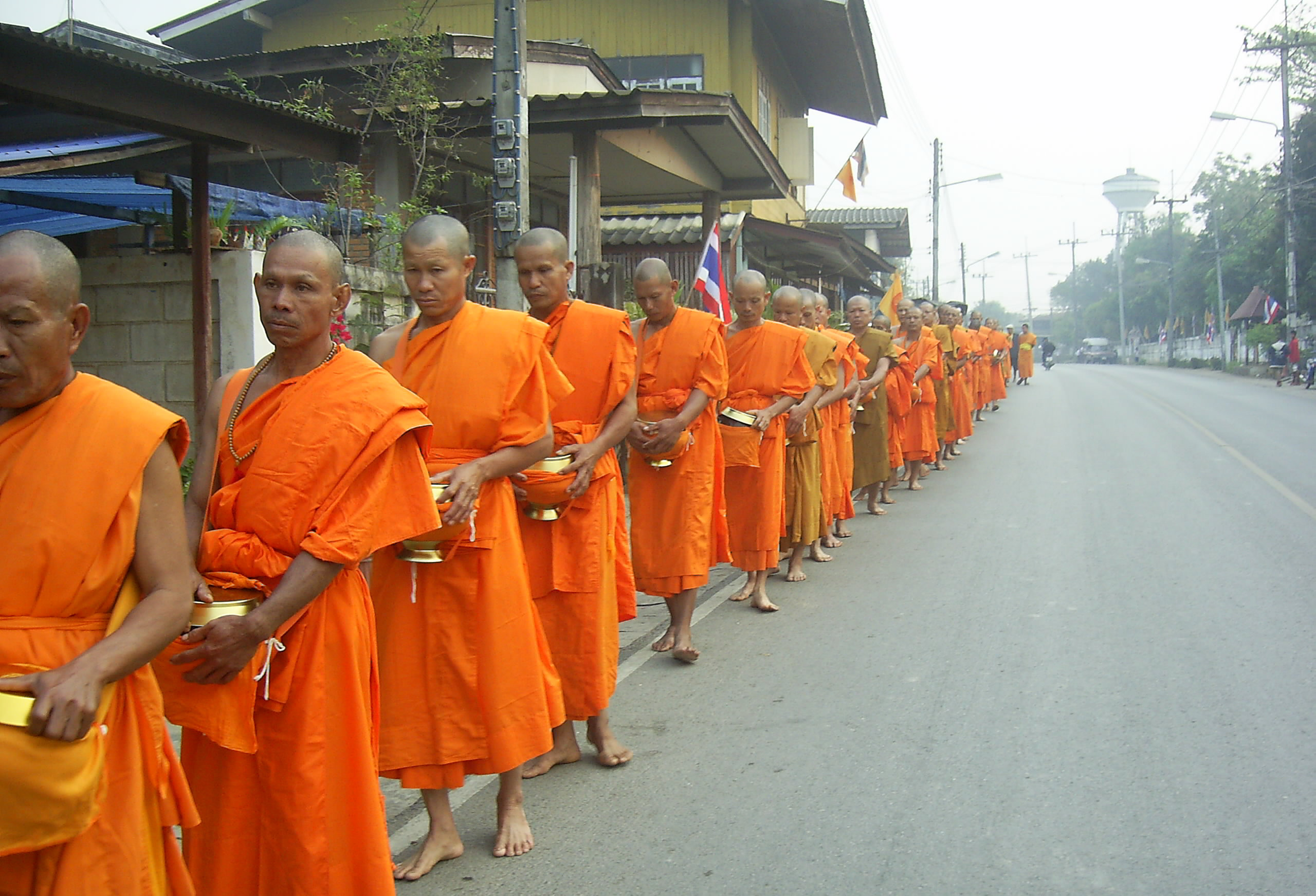
Thailand: Thailändische Mönche beim Pindabat („Almosengang“)

Im Theravada wird noch am genauesten nach den Patimokkha-Regeln gelebt. In der Theravada-Tradition sind die Klöster relativ autonom, es existieren dennoch Hierarchien. Als oberste Autorität im jeweiligen Land wird der sogenannte Sangharaja („Ordensfürst“) betrachtet.

#### Kleidung
Das Gewand wird in der Theravada-Tradition, also in der Pali-Sprache, Ti-cîvara genannt und besteht aus drei Teilen: Sanghâti (Obergewand), Uttarâsanga (Gewand) und Antaravâsaka (Untergewand) [Mahavagga 346]. Daneben dürfen Mönche noch ein Leibchen (amsaka) und einen Gürtel (kâya bandha) besitzen, der zu tragen ist [Cullavagga 278]; auch beliebig viele Tücher (minderer Qualität) zum Bedecken von Körperteilen, die von Hauterkrankungen, z. B. Krätze, betroffen sind [Mahavagga 354]. Nonnen müssen noch ein sog. Brusttuch tragen [Bhikkhuni-Pacittiya 96] und während der Menstruation eine extra Robe [Cullavagga 422]. Mehr als zum eigenen Gebrauch nötig ist, sollten Mönche/Nonnen nicht haben. Zusätzliche Gewänder sind durchaus als „Besitz“ erlaubt, aber nur, wenn sie mit anderen Mönchen geteilt werden und wenn während der Regenzeit die Kleidung ausgebessert oder neu angefertigt wird. Zu beachten ist aber, dass nur drei Gewänder als zum Gebrauch bestimmt verwendet werden dürfen. Auch dürfen Mönche/Nonnen nicht nackt [Mahavagga 370] oder in der Kleidung von Laien [Mahavagga 372] unter Menschen gehen (außerhalb des Tempels oder in Anwesenheit von Laien müssen beide Schultern bedeckt sein [Sekhiya 3]). Kopfbedeckungen sind ebenfalls nicht erlaubt [Mahavagga 372]. Es gibt sehr viele Vorschriften bezüglich der Kleidung, was sicherlich auf den ungeheuren Wert des gewebten Tuches vor 2600 Jahren zurückzuführen ist. Schuhwerk ist erlaubt, aber nur als einlagige Sandale (im buddhistischen Kernland, d. h. Nordindien) und als mehrlagige Sandale außerhalb Indiens. Geschlossene Schuhe sind außerhalb Indiens toleriert. Schuhwerk darf nicht farbig sein [Mahavagga 245-251].

#### Almosenschale
Sie gehört zur Grundausstattung eines Ordinierten, sein „Lebenserwerb“ sozusagen. Sie darf nur aus zwei Materialien bestehen: Keramik oder Eisen [Cullavagga 252] und hat (außen) schwarz zu sein. Mittlerweile haben sich die in Thailand gebräuchlichen Schalen aus rostfreiem Stahl weit verbreitet. Der Umgang mit den Almosenschalen wird im Cullavagga vorgeschrieben [Cvg 254]. Eine Tragetasche für die Schale ist erlaubt und wird meist in der jeweils üblichen Robenfarbe mitgeführt. Oft hat die Schale einen dazu passenden Deckel, der im Bedarfsfall als zusätzliches Annahme-Gefäß dient. Besteck ist den Ordinierten nicht als Besitztum erlaubt. Die Verwendung eines Löffels wird aber weitestgehend toleriert. In vielen Klöstern, vor allem in der sog. „Waldtradition“ wird ausschließlich aus der Schale und mit der (rechten) Hand gegessen. Die linke Hand gilt als unrein.